# Bob Saget
Robert Lane Saget (Filadélfia, 17 de maio de 1956 – Orlando, 9 de janeiro de 2022), mais conhecido como Bob Saget foi um  ator, comediante de stand-up e apresentador televisivo norte-americano. É mais conhecido pelo seu papel como Danny Tanner na série Full House( 1987-1995), papel que voltou a interpretar no spin-off Fuller House (2016–2020), e também por ter sido o apresentador original de America's Funniest Home Videos, além de ser reconhecido pelo seus shows de stand-up. Entre 2005 e 2014, Saget foi a voz de Ted Mosby, narrador da série How I Met Your Mother.

## Morte
Saget morreu em 9 de janeiro de 2022, aos 65 anos, em Orlando na Flórida. Segundo a polícia local, o humorista foi encontrado em um quarto do hotel Ritz-Carlton. Não havia sinais de crime ou de uso de drogas. O laudo médico divulgado aponta que a causa da morte foi por Traumatismo Craniano. Saget estava no meio de uma turnê de stand-up comedy e havia se apresentado no teatro Ponte Vedra Concert Hall em Ponte Vedra Beach, Flórida, na noite anterior.